# Quercus vulcanica
Quercus vulcanica je endemický druh dubu, vyskytující se pouze v některých horských oblastech jižního a západního Turecka. Vyznačuje se hluboce laločnatými, řapíkatými listy s čepelí podobnou dubu balkánskému a číškou žaludů krytou plochými šupinami. Tento dub je ohrožen těžbou kvalitního dřeva. Je územně chráněn v lesní rezervaci poblíž Isparty.

## Popis
Quercus vulcanica je opadavý strom, dorůstající výšky až 30 metrů a výčetní tloušťky kmene do 1,6 metru. Dožívá se až 600 let. Mladé výhony jsou žlutavé až červenohnědé, zprvu pýřité, později olysávající. Listy jsou na výhonech rovnoměrně rozložené (nenahloučené na koncích), s 0,8 až 3,5 cm dlouhým řapíkem a v obrysu obvejčitou čepelí, dosahující délky 9 až 17 cm a šířky 5 až 10 cm. Čepel je hluboce laločnatá, se 4 až 8 hlubokými laloky, jejichž okraj je rovněž laločnatý. Na líci je čepel tmavozelená a lysá nebo s rozptýlenými hvězdovitými chlupy, na rubu žlutavě zelená až šedá, hvězdovitě plstnatá. Žilnatina je tvořena 4 až 8 obloukovitými primárními žilkami, které jsou pospojované zřetelnými sekundárními žilkami. Samičí květy jsou téměř nebo zcela přisedlé. Žalud bývá do poloviny až 2/3 zanořený do plstnaté číšky. Číška mívá průměr asi 15 mm a je krytá přitisklými, plochými šupinami.

## Rozšíření a ekologie
Druh je disjunktivně rozšířen na několika izolovaných lokalitách západního a jižního Turecka, zejména v pohoří Sultan Dağları, v oblasti jihovýchodně od města Isparta a na hoře Karadağ. Vyskytuje se v horských polohách od 1200 do 1800 metrů. Roste na vápencových a vulkanických podkladech a preferuje vlhčí podmínky. Vytváří lesní porosty zejména s dubem cerem (Quercus cerris), dubem pýřitým (Q. pubescens), dubem trojským (Q. trojana), javorem babykou (Acer campestre), javorem kaspickým (A. hyrcanum), javorem mléčem (A. platanoides), javorem tatarským (A. tataricum), jeřábem břekem (Sorbus torminalis), kalinou tušalaj (Viburnum lantana), lískou obecnou (Corylus avellana), bezem černým (Sambucus nigra), borovicí černou (Pinus nigra) a cedrem libanonským (Cedrus libani)
Je shledáván ekologicky významným druhem, neboť na jeho porosty jsou vázány některé vzácné, endemické druhy rostlin a motýlů.

## Ohrožení a ochrana
V Červeném seznamu ohrožených druhů IUCN je řazen do kategorie LC (málo dotčené taxony). Červená kniha rostlin Turecka jej řadí do kategorie NT (téměř ohrožené taxony). 
Hlavním zdrojem ohrožení je těžba dřeva a zejména v nižších polohách byl již z větší části vymýcen.
Na ochranu druhu byla v roce 1987 v blízkosti vesnice Yukarı Gökdere v provincii Isparta vyhlášena přírodní rezervace, známá jako Kasnak Oak Forest Reserve (turecky Kasnak Meşesi Tabiatı Koruma Alanı) a zahrnující asi 1300 ha lesních porostů s Quercus vulcanica.

## Taxonomie
Druh je v rámci taxonomie rodu Quercus řazen do podrodu Quercus a sekce Mesobalanus. Z dubů přirozeně rozšířených v Malé Asii se mu podobá zejména dub balkánský (Quercus frainetto), který se odlišuje listy nahloučenými na koncích větví a zejména přisedlou čepelí. Druhy se stanovištně nepotkávají - dub balkánský roste v Turecku v nadmořských výškách do 1000 metrů, zatímco Q. vulcanica je horský druh, přirozeně se vyskytující v nadmořských výškách od 1200 do 1800 metrů. Druh je zaměnitelný také se západoasijským poddruhem dubu zimního Q. petraea subsp. pinnatiloba, vyznačujícím se rovněž hluboce laločnatými listy. K odlišení obou taxonů poslouží charakter žilnatiny (Q. vulcanica má zřetelné postranní žilky spojující hlavní sekundární žilky, zatímco u Q. petraea subsp. pinnatiloba jsou tyto žilky málo výrazné) i tvar šupin na číšce žaludu, které jsou u Q. vulcanica ploché.

## Význam
Kvalitní dřevo je v Turecku využíváno v dřevozpracujícím průmyslu. Slouží zejména k výrobě obkladů, parket, nábytku a násad, používá se i jako stavební materiál a k výrobě dřevěného uhlí.
V českých botanických zahradách a arboretech se pěstuje jen výjimečně. Mladá výsadba je uváděna ze sbírek Dendrologické zahrady v Průhonicích.